# 免稅商店

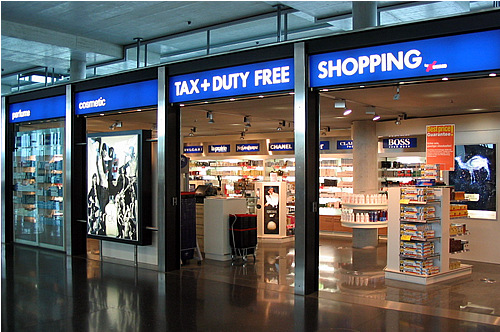
苏黎世机场有一个典型免税店

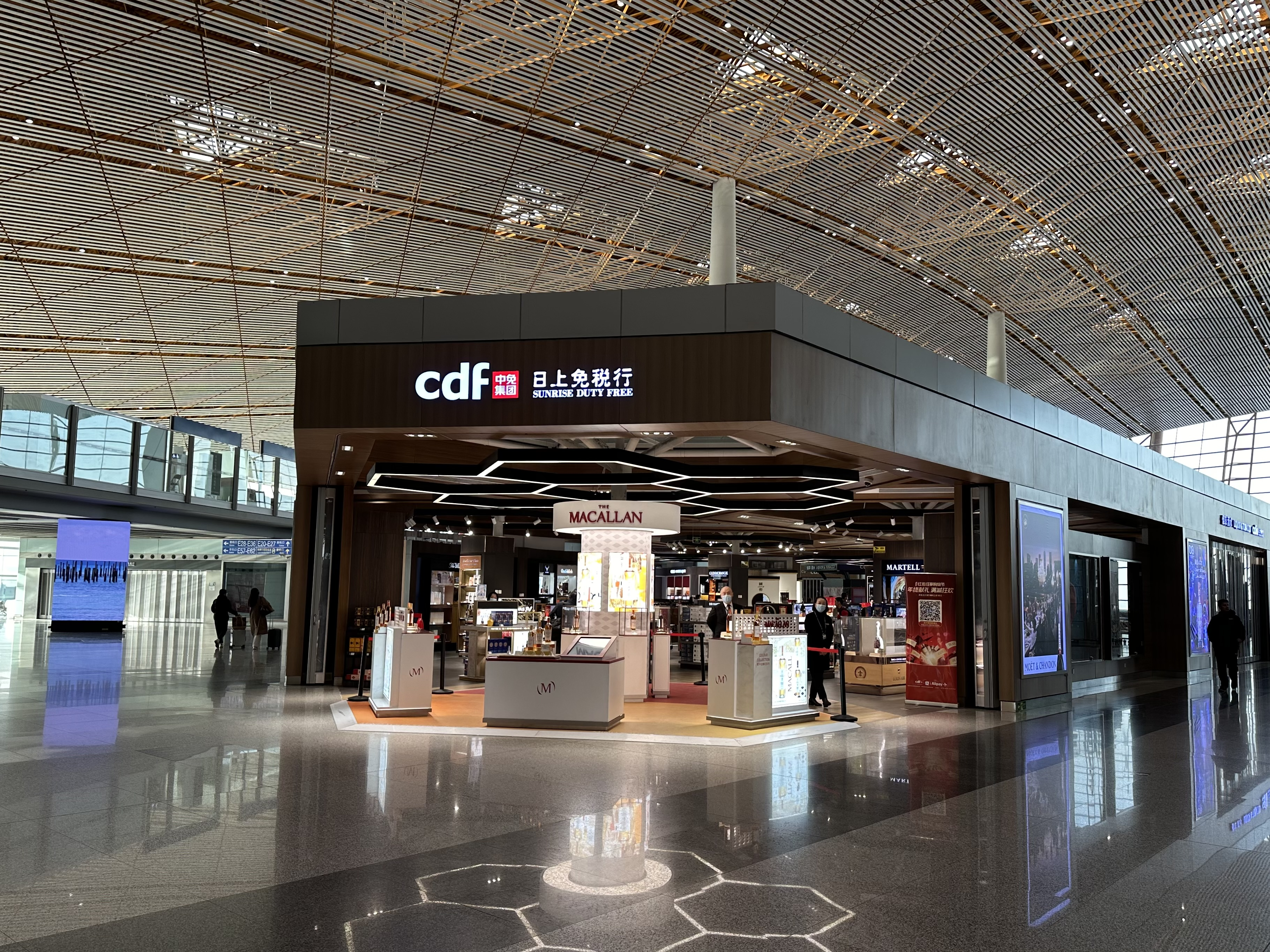
北京首都国际机场T3航站楼的免税商店

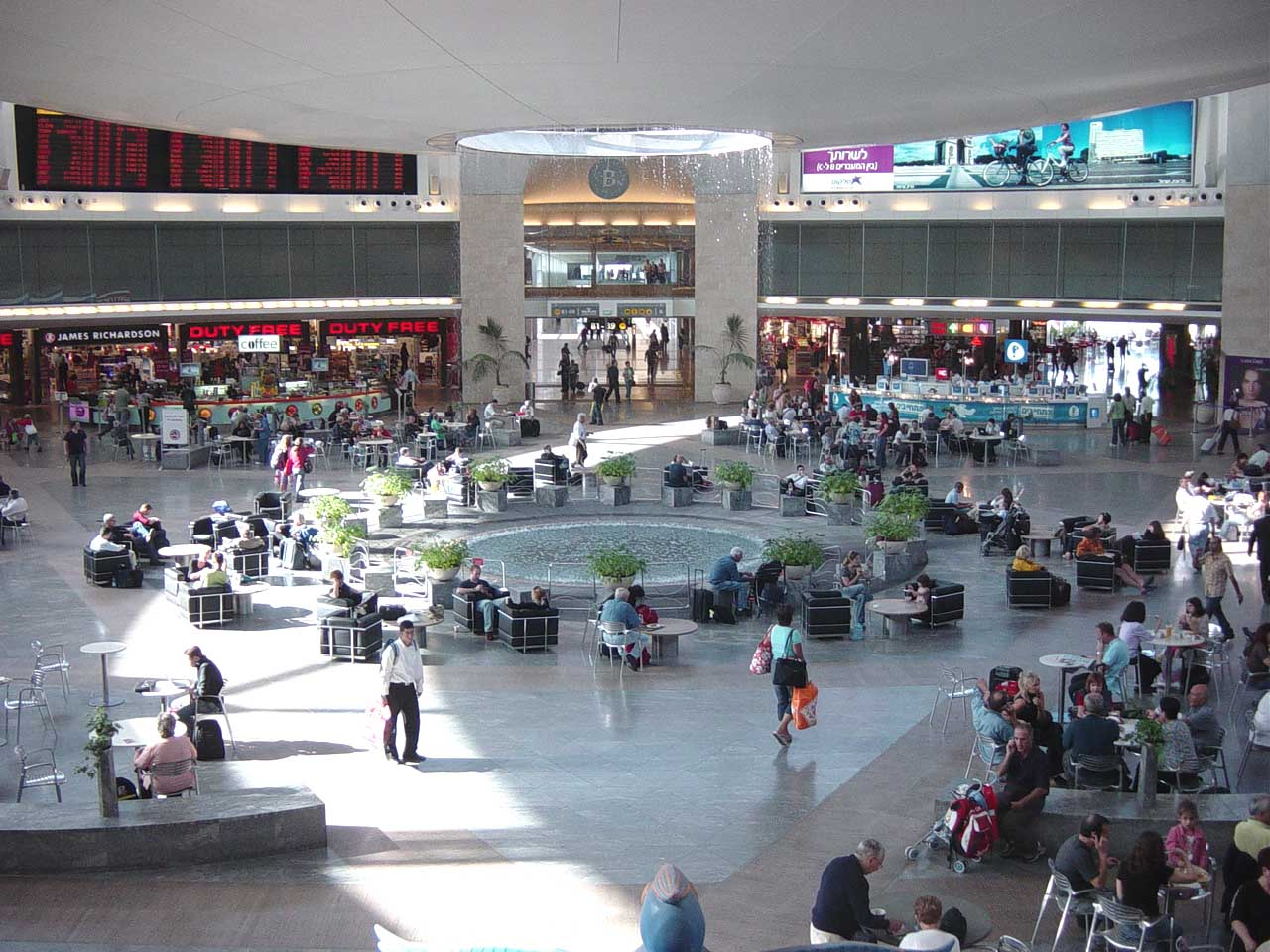
以色列特拉维夫本古里安机场有许多免税店

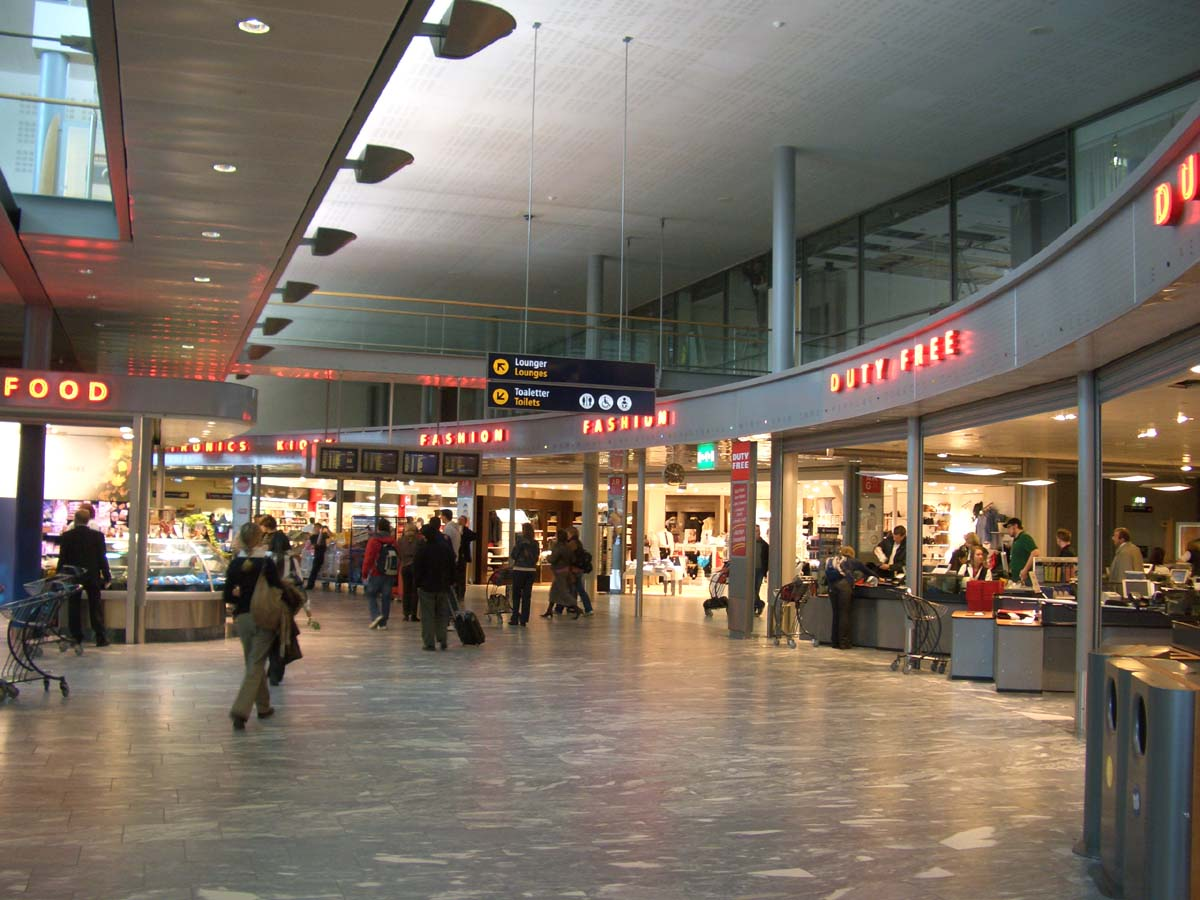
位于挪威奥斯陆的奥斯陆机场同样有许多免税店

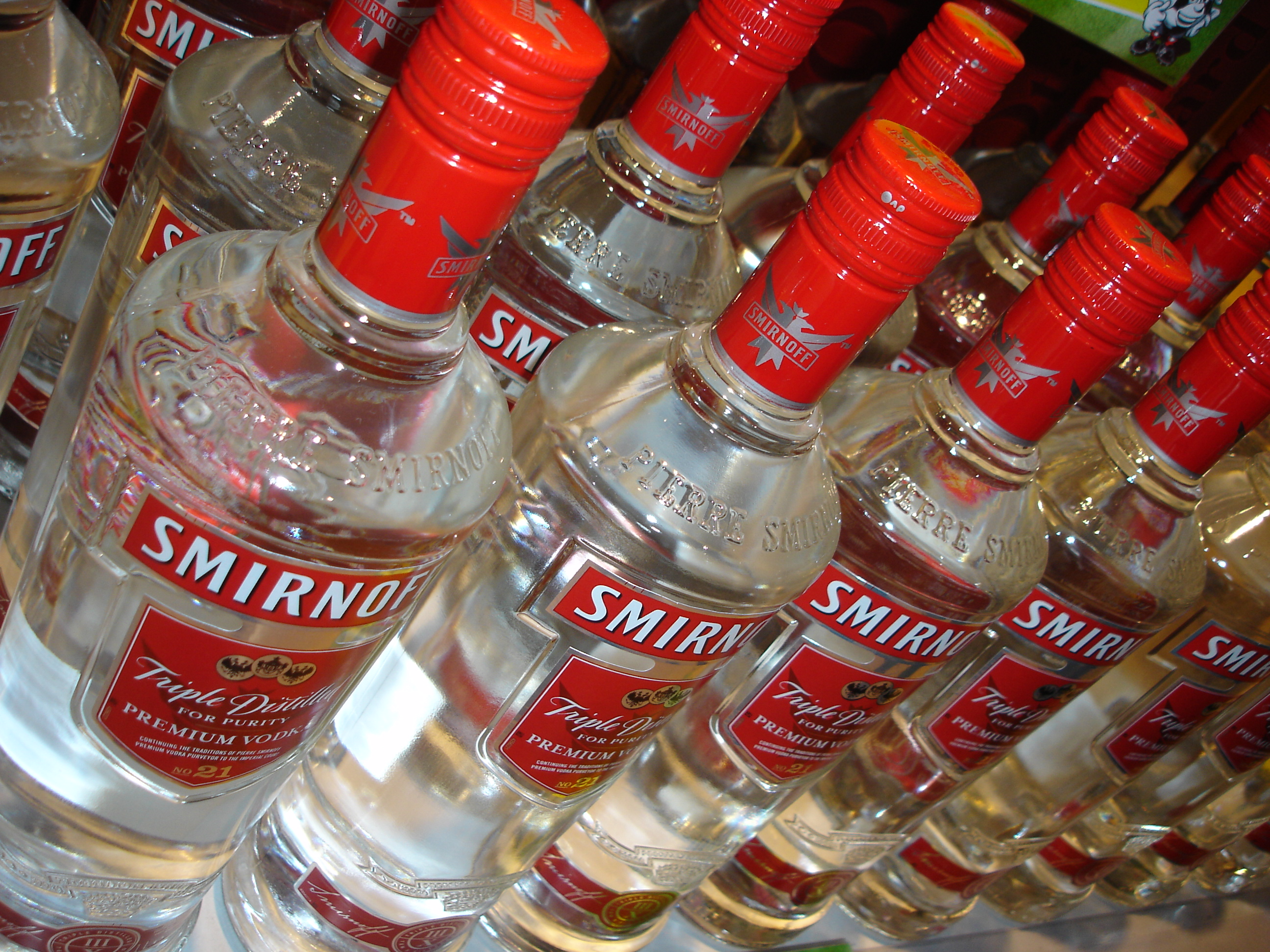
免税店通常会提供有多样的酒精饮品

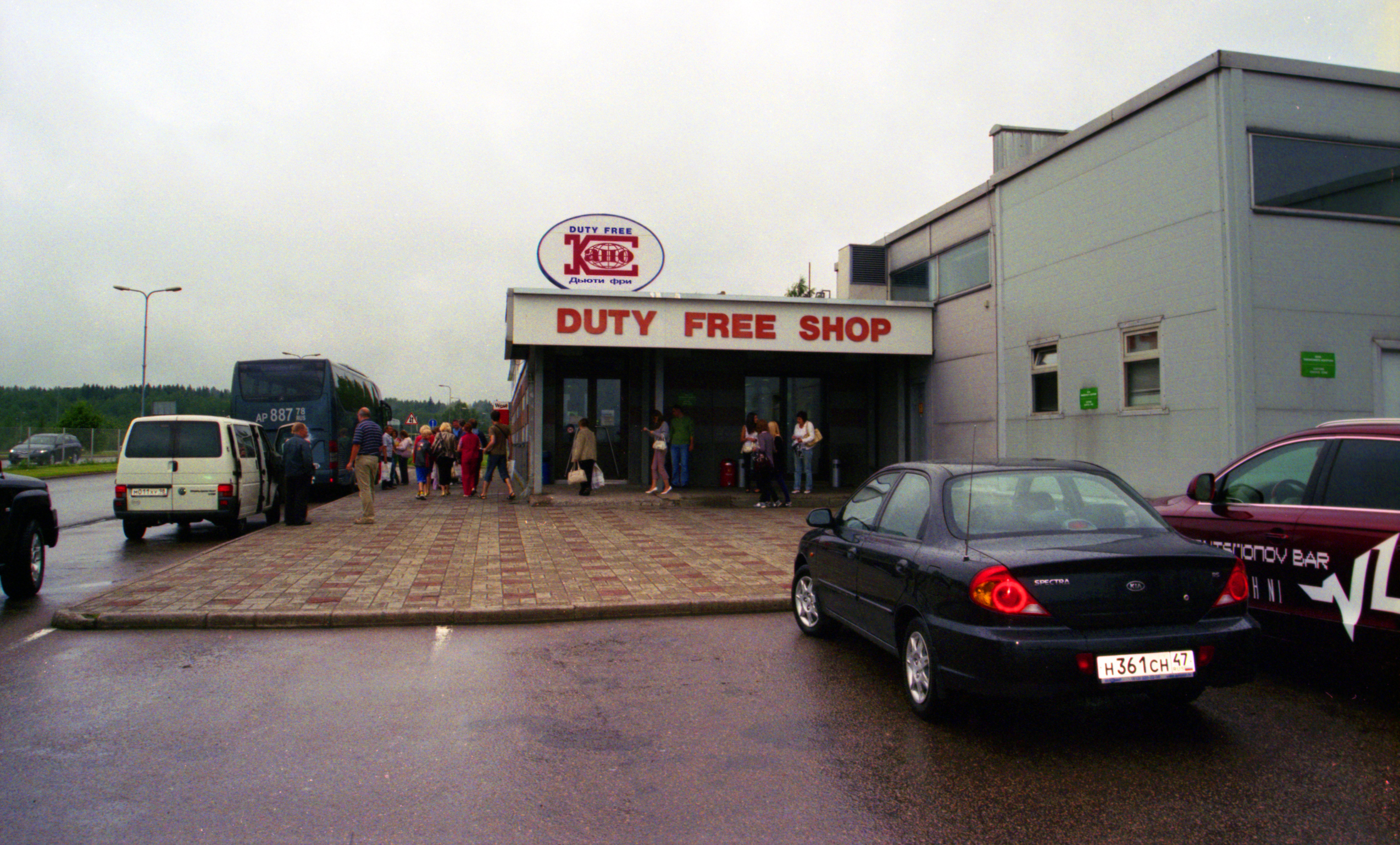
位于托尔菲亚诺夫卡和瓦力玛边境（芬兰—俄罗斯东经线18度）口岸免税店

免税商店是免除所在地或者国际税务和关税的零售网点，同时承担把商品销售给来自世界各地旅客的责任，并由旅客带往世界各个角落。司法管辖决定免税店商品的种类，销售方式和计量税率或者退还税款组成的程序。
无论如何，某些国家还是会对别国免税商品或者超过超过一定数量或者价值的免税商品征税。免税商店常見於在国际机场、海港或火车站等出入境設施，但在部份航機和船，亦會於機上提供免稅品購買服務。虽然美国—加拿大—墨西哥边境口岸有汽车旅客免税商店，但是为公路和火车旅客提供免税商店并不常见。在某些国家，任意一个商店都可以使用偿付系统，例如环球篮联集团先付等额的税款，再向海关承报商品之后报销出口金额。
这些折扣店并不向盟国内来往的旅客开放，但是服务于旅行终点不在欧盟的游客。店内的商品依旧开放给欧盟国内的旅客，却会征收适量的税款。在某些特殊成员国领土，如奥兰、利维尼奥和加那利群岛，他们在欧盟管辖的范围内但并没有加入欧盟税赋联盟，所以仍然可以继续为所有旅客提供免税商品。
世界免税协会宣称2011年度亚太有35%的全球免税店和旅游零售店，击败分别占34%、23%的欧洲和美洲。香水和化妆品类创造31%销售额，酒类和提神类饮品则占17%，剩下的销售额来自烟草类。
迪拜免税店是全球销售额最多的机场免税店。在2014年1月到10月期间，其销售额为15.3亿美金，占全球免税店销售额的5%。

## 歷史
由布伦丹·奥雷根(Brendan O'Regan)1947年在爱尔兰香农机场创办的世界第一家免税店营业至今。它的销售对象主要是乘坐跨大西洋航线，来往于欧洲和北美洲，且在本国或者国外续补燃油的旅客。布伦丹·奥雷根经营的免税店获得了成功，全球争相效仿这一壮举。当美国企业家查尔斯·菲尼(Charles Feeney)和罗伯特·沃伦·米勒(Robert Warren Miller)在1960年11月7日创建如今称为DFS（免税店）时，免税店依然处在发展初期。DFS开始在香港运营，后扩张至欧洲和全球其他地区。20世纪60年代初，DFS获得夏威夷免税商品独家特许权之后实现了业务突破，服务对象主要定位于新兴的日本游客。DFS不断创新，扩张至机场外免税店和大型市中心广场店，成长为世界最大的旅游零售商。1996年轩尼诗路易威登集团登收购菲尼和另外两个股东的股份，与米勒共同执掌DFS。
在这同一时期，几个重要地区成为免税购物的天堂，分别为圣马丁、美国加勒比海维尔克群岛、香港和新加坡。依旧有人声称免税影响价格竞争。通常而言，任意一个购物终点站销售免税商品，并对进口商品进行征税。通常而言，对这些免税店销售的进口产品都没有关税或者税收，贸易商人也许要为库存、生意往来和其他税款买单，但是他们的消费者并不会为此直接买单。
在售的免税免责商品并不能确保就是廉价商品。免税渠道不同，即使相同的产品成本也不尽相同。它们通常取决于附近是否存在同行竞争，例如机场免税店，特别是像Dufry这样垄断整个机场店的公司存在时。同时，能够方便消费者购买的话，价格往往可以往上增长，如机内免税贩卖。许多大型航空公司如阿联酋航空公司、以色列航空、新加坡航空公司、達美航空和哥倫比亞航空提供机内免税贩卖服务。

## 遠離港口免稅店

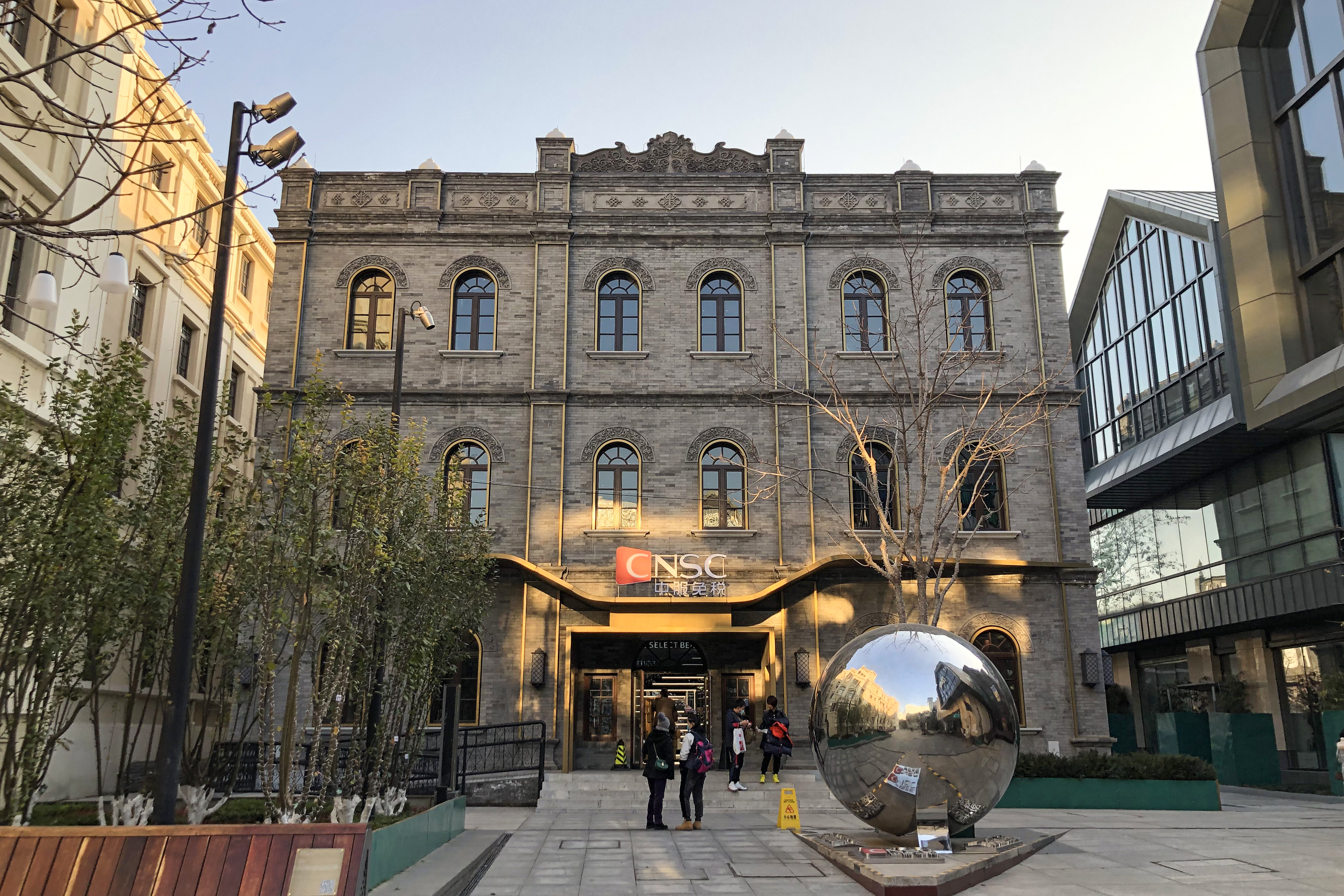
位于北京市大栅栏街道北京坊的中服免税店

一些免税店开在远离机场或港口的商业中心区。例如，在日本境内逗留不超过6个月的旅客可以购买免税商品。东京秋叶原电子购物区的免税店及全國各地的藥妝店等是其重要经济支柱之一。
在泰国，王权免税连锁店可以预约免税商品，并在旅客机场离境前单独寄往机场。对于某些特定采购，可以在机场离境时申请退还增值税。
世界上最大的购物中心菲律宾免税嘉年华购物中心距尼诺伊·阿基诺国际机场几英里而不是在给机场内。这是世界上独一无二的免税购物中心。该中心在售商品来自世界各地（主要来自美国、亚洲和大洋洲）。除了在免税购物中心，这些进口产品不在菲律宾境内的其他购物中心销售。观光客、旅客和菲律宾公民回国时会在抵达之后在该中心短暂购物（因为只有抵到境内的乘客和他们的同伴才可以进入该中心购物）。进入该中心时，旅客要出示签证并在客服登记柜台登记，随后旅客会拿到购物卡，在买单时需向收银员出示购物卡确认购买。凡是消费的旅客都可以拿到特定金额的津贴，超过这金额的都会被征收当地和国际税款。在过去，它只收美元和菲律宾披索，近几年开始接受其他国家的货币，诸如日元、文莱元、澳元、英镑、加拿大元、瑞士法郎、沙特里亚尔、巴林第纳尔、泰铢。旅客可以在货币兑换亭兑换比索或者美元，也可以使用信用卡支付。
澳大利亚2000年采用商品及服务税之后所有的免税店消失。目前，该国的免税商店几乎都设在国际机场内。60天内离境的居民和旅客可以购买任何需要带上离境飞机的实体商品，并在过关时要求退税。消费者可以在离境之前提前使用完所买商品，而在2000年之前，所有商品在免税店用透明袋密封包装，只能在离境时由海关官员拆包。

### 歐盟機場外的免稅店
任何居住在欧洲增值税区域以外的游客都有权在欧洲的相关店铺免税购物。和往常一样，游客在商店支付商品增值税，当出口商品时，可要求退税。游客必须符合以下条件，才有资格免税购物：
- 拥有非欧盟国家的居住权
- 在欧盟最多居留6个月
- 出口的货物购买时间不超过三个月
- 获取购买物品所在店的申请表
- 离开时将申请表，特定情况下还有商品，呈交给海关，并盖章

只有供个人使用的商品才能获取退税资格。盖了章的申请表和收据会被送往零售商或他们的代理商，以要求退税。大多数情况下，免税购物都有最低消费的要求。索要的实际增值税金额依赖于特定国家实施的所购物品的增值税比率，也可能因为手续费的缘故，退税金额减少。

## 安全考慮

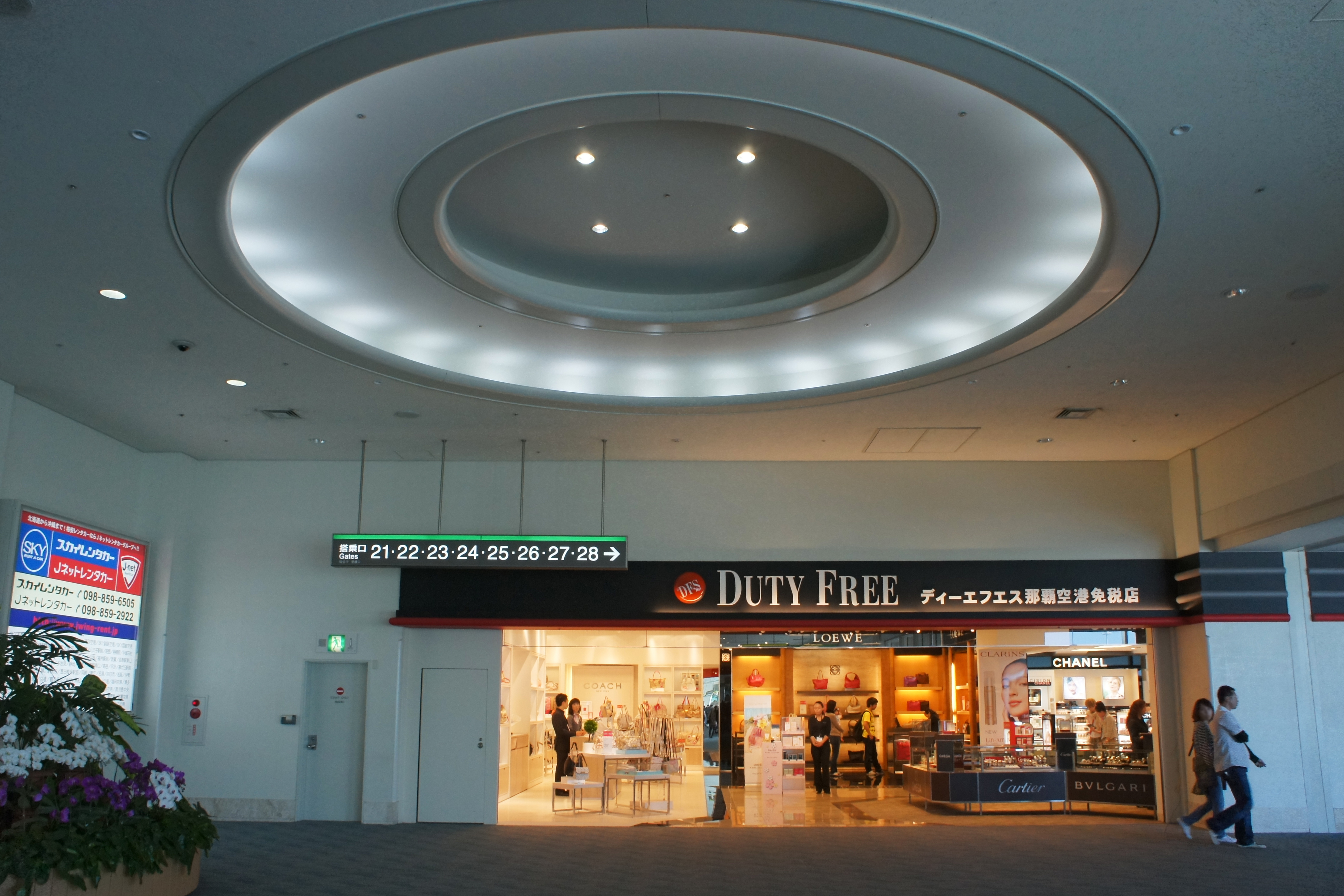
那覇機場内的免稅店

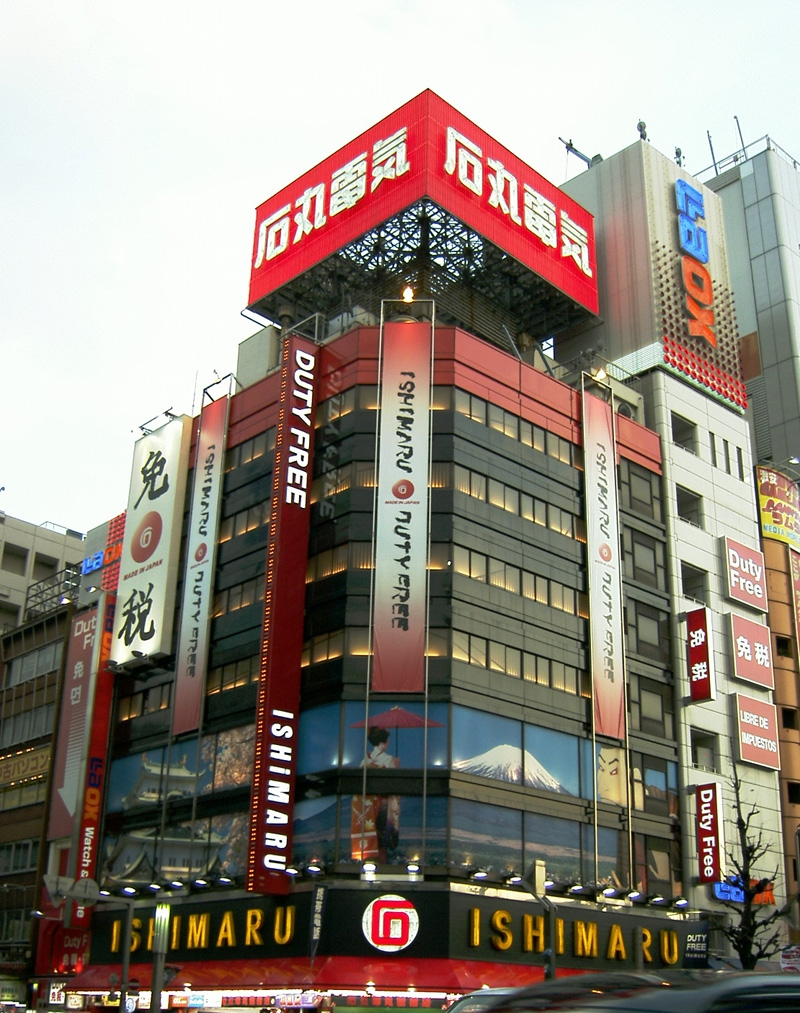
日本秋葉原的免稅店

长途游客从始发机场到终点机场，中途至少要转机一次，在最后转机场购买免税酒或香水时应谨慎。否则他们在机场登机时，出于安全的考虑，那些酒或香水超出了目前对随身行李中的液体的限制，会被没收充公。同一天在欧盟、新加坡和克罗地亚境内转机的乘客，只要将液体存于塑料袋内，并将收据贴与袋上，则不受此规定的限制。目前，入境免税店越来越普遍。南美中美洲的大部分地区以及加勒比地区都有此类商店，东南亚和大洋洲也是如此。瑞士和加拿大也计划在2010年引进此类商店。由于液体无需在飞机上运载，这种零售方法消除了液体转移的安全问题。
出于安全风险的考虑，一些航空公司禁止在飞行中销售利器。其他有尖锐部分的物品可在飞行中贩卖，如飞机模型。但基于同样的原因，这些物品不会立即交予乘客，而是被寄到乘客家里，或下機後在入境免稅店等地點取貨。

## 入境免税店
一些地区境内也设有免税购物设施，包括韓國、日本、澳大利亚、阿根廷、巴西、智利、中華人民共和國、冰岛、印度、牙买加、肯尼亚、马来西亚、新西兰、挪威、巴拿马、菲律宾、斯里兰卡、瑞士、阿拉伯联合酋长国、台湾和土耳其。到达的乘客在通过海关之前，可以立即在免税购物设施处购买免税商品。这样不仅消除了携带商品环游世界的不便之处，也解决了上文提到的安全问题。其他国家一直在考虑设置入境免税购物设施，如加拿大和瑞典。欧盟禁止在入境处设有免税购物店；在欧盟一些机场的行李认领处，商家也称所卖商品为“免税”，但这些商品也是全税销售，只是在地方销售税这块有优惠。通常，游客到达欧盟成员国时，不能随身携带打折的酒或烟草产品，因为通常这些商品需要支付高额的地方消费税和地方销售税，这些税款也包含在商品的价格中。在欧盟的一些地区，酒或烟的税比欧盟其他国家的低，所以那些地区的商品价格就有竞争性，并且看起来像是免税价格。与西班牙或葡萄牙相比，英国与爱尔兰的烟草价格差异就是一个很好的例子。

## 法律依據
大多数税收系统的共同特征就是不会提高出口商品的税收。否则，出口商品与其他国家的商品相比，会处于不利的地位。税收系统或者允许免税出口商品（出口前存放于保税仓库），或者出口后要求退税。
此类免税政策也适用于供船只和飞机使用的商品，因为他们也是在国外消费的的商品。提供此类商品的供应商可以享受免税。
在船上或飞机上销售给乘客的商品也是免税的。乘客可以在船或飞机上使用，也可以将商品带入旅游地，只要这些商品在免税限额范围内。大多数税收制度也允许乘客入境时，携带定量的供个人使用的免税商品，这就是所谓的「免税限额」。因为从经济上讲，向少量的商品征税是不合理的，而且对乘客来说也不方便。
免税店也是在同样的体制下运行。商品在出口时必须保持原样（不能在机场使用），并且游客要按照目的地国家的税收制度，携带该商品入境。在一些国家，为了确保出口的商品原封不动，该商品会在乘客检票以后，密封在一个袋子中，由人在门口亲手递交给乘客。在美国，根据《海关与边境保护法》，免税店被认为是第九种保税仓库。
- 第九种保税仓库，即免税店，是用来销售在海关以外地区使用的商品。这些受条件限制的免税产品由业主拥有或者销售，从免税店运输至机场或者其他出口点，代表从关税区去往目的地的个人，而不是对外贸易区。根据《美国法典》第19章1555(b)(8)(c)，因为免税店，海关地区指的是本章101.1(e)定义的美国的海关地区和对外贸易区（参见本章第146部分）。所有专门为个人免税地和存放点提供有条件的商品的流动仓库，也属于第九种仓库。

另外，美国的一些免税店也会以包含适当税收在内的价格，将商品卖给国内乘客。酒和烟产品仅销售给国际乘客，而且酒产品消费者年龄应不小于21岁，烟产品消费者不低于18岁，即使这样，对能够将这些产品携带到其他国家的人的年龄限制可能较低。

### 出遊美國保護國
實際上，美國公民在到訪或在其保護國如关岛、美属维尔京群岛中轉時，享受的免稅額度比平時還要高。
参见U.S. Customs and Border Protection Regulations for International Travel by U.S. Residents ("Know Before You Go") 获取准确信息。

## 脚注
1. ↑  . June 14, 2012  [2012-06-15]. （原始内容存档于2012-06-17）.
2. ↑  Sophia, Mary. . Gulf Business. 16 October 2014  [December 2014]. （原始内容存档于2015-10-05）.
3. ↑  . The Times. 2008-02-13  [2009-09-05]. （原始内容存档于2010-05-25）.
4. ↑  .   [10 July 2015]. （原始内容存档于2016-12-23）.
5. ↑  . Emirates United Arab Emirates.   [10 July 2015]. （原始内容存档于2019-05-15）.
6. ↑  .   [2015-08-12]. （原始内容存档于2015-09-23）.
7. ↑  .   [2015-08-12]. （原始内容存档于2019-07-08）.
8. ↑  .   [2020-12-19]. （原始内容存档于2016-10-08）.
9. ↑  .   [10 July 2015]. （原始内容存档于2020-10-31）.
10. ↑  .   [10 July 2015]. （原始内容存档于2015-07-23）.
11. ↑  .   [2010-10-22]. （原始内容存档于2013-01-13）.
12. ↑  .   [2010-10-22]. （原始内容存档于2011-10-06）.
13. 1 2  .   [10 July 2015]. （原始内容存档于2014-07-24）.
14. ↑  Kaye, Ken. . Sun Sentinel. March 24, 2007  [December 28, 2010]. （原始内容存档于2011-05-28）.